# Calopterusa lindbergi
Calopterusa lindbergi är en insektsart som beskrevs av Bei-bienko 1963. Calopterusa lindbergi ingår i släktet Calopterusa och familjen vårtbitare. Inga underarter finns listade i Catalogue of Life.